# مخيم المغازي
مخيم المغازي يقع في وسط قطاع غزة إلى الجنوب من مخيم البريج. وقد تأسس المخيم عام 1949، وهو واحد من أصغر المخيمات في غزة، سواء من حيث الحجم أم من حيث عدد السكان.
يتسم مخيم المغازي بضيق أزقته وارتفاع كثافته السكانية، حيث أن هناك أكثر من 24,000 لاجئ يسكنون في مساحة لا تزيد عن 0,6 كيلومتر مربع.

## السكان
يبلغ عدد سكان منطقة المغازي (وتشمل «مخيم المغازي» نحو 27,827 شخصاً حسب إحصاء أجري في 2017 بينما بلغ عدد سكان المخيم نحو 18,157 شخصًاً. ومعظم اللاجئين الذين قدموا إلى المخيم كانوا قد فروا بسبب الأعمال العدائية التي رافقت الحرب العربية الإسرائيلية عام 1948، وتنحدر أصولهم من القرى الواقعة جنوب ووسط فلسطين.
أي أن معظمهم من قضاء بئر السبع، شمال قضاء غزة، قضاء يافا، قضاء الرملة ونسبة قليلة من قضاء الخليل؛ وهم يعودون بمعظمهم من كوكبا، بئر السبع، أسدود، بيت دراس، جولس، عاقر، سمسم وغيرها.

## الاقتصاد والخدمات
تعتبر الزراعة من أهم الحرف التي يمارسها سكان المخيم، ومن المحاصيل المشهورة الحمضيات والزيتون والخضراوات. وتعتمد الزراعة على مياه العيون والآبار بالإضافة إلى مياه الأمطار للري. يوجد في المخيم عدة مصانع للبلاط وفيه العديد من مزارع الدجاج، كما أن العديد من المصانع الكبيرة المنتشرة في أرجاء قطاع غزة تعود لأبناء المخيم مثل الشركة العربية لإنتاج المواد الغذائية. وهناك سوق عام يفتح أبوابه كل يوم أحد بالمخيم.
يوجد في المخيم مسجد واحد كبير ومسجدان صغيران وفيه أربعة مدارس للبنين والبنات ابتدائية وإعدادية وروضة أطفال وجميعها تابعة إدارتها لوكالة الغوث أما المدارس الثانوية فهي مشتركة بين طلبة المخيم وطلبة دير البلح، ويوجد في المخيم نادٍ تابع لوكالة الغوث وهو نادي خدمات المغازي وتأسس عام 1952م ونادي جمعية الصلاح؛ ويوجد أيضاً مركزان صحيان تابعان لوكالة الغوث، وأهم المشاكل التي يعاني منها السكان عدم وجود شبكة صرف صحي ومشكلة تعبيد الطرق وإنارتها.

## المرافق الاجتماعية والدينية
يحتوي المخيم على مسجد كبير ومسجدين صغيرين، بالإضافة إلى أربع مدارس ابتدائية وإعدادية وروضة أطفال تابعة للأونروا. تُدار المدارس الثانوية بالتعاون مع مدارس دير البلح المجاورة. كما يوجد في المخيم نادي خدمات المغازي التابع للأونروا، والذي تأسس عام 1952، ونادي جمعية الصلاح. ومن أبرز التحديات التي يواجهها سكان المخيم نقص شبكة الصرف الصحي، وتعبيد الطرق، وإنارتها.

## روابط خارجية
- صفحة مخيم المغازي على موقع الأونروا الرسمي
- الموسوعة الفلسطينية - مخيم المغازي (أرشيف)
- الموقع الرسمي للجهاز المركزي للإحصاء الفلسطيني

## أعلام
- جمال أبو سمهدانة